# Ponte de Serves
A Ponte de Serves é uma ponte que atravessa o Rio Ave situada na freguesia de Gondar, município de Guimarães, Portugal.
A ponte foi classificada como Monumento Nacional em 1938.